# Cap de les Creuetes
El Cap de les Creuetes, Cap des Creuetes en la variant ribagorçana del català, és una muntanya de 1.978,2 metres que es troba al municipi de la Vall de Boí, a la comarca de l'Alta Ribagorça.
Està situada just al damunt i al nord-nord-oest del poble de Taüll. Pertany a la Serra de Llats, i és al sud-est de la Roca del Caragol.